# Christian Reyes
Christian Antonio Reyes Alemán (ur. 2 listopada 1995 w Liberii) – nikaraguański piłkarz z obywatelstwem kostarykańskim występujący na pozycji środkowego obrońcy, reprezentant Nikaragui, od 2024 roku zawodnik kostarykańskiego Municipalu Liberia.
Jego matka pochodzi z Nikaragui.